# 移情焦点治疗
移情焦点治疗（Transference focused psychotherapy）也稱為移情-轉移注意力之精神醫學療法，簡稱TFP，是高度結構性，一週兩次的精神治療，是精神動力取向心理治療（以Otto F. Kernberg有關边缘性人格障碍的客体关系理论為基礎的心理治療）的修正版本。此療法認為有边缘人格结构（borderline personality organization，BPO）特質的人，對於自身和其他有情感關係的重要他人之間，有不相協調和矛盾的內在化表徵。